# Haddam Island State Park
Haddam Island State Park ist eine unbewirtschaftete Insel mit einer Fläche von 14 acre (6 ha). Sie liegt im unteren Connecticut River im US-Bundesstaat Connecticut auf dem Gebiet der Gemeinde Haddam. Ursprünglich gehörte sie zum Stammesgebiet der Wangunk. Durch einen Landverkauf kam die Insel zusammen mit 390 km² (150 sqmi) im Mai 1662 an die englische Kolonisten. Im 19. Jahrhundert wurde die Insel zum Fischen und als Weidegebiet benutzt. Im frühen 20. Jahrhundert wurde sie zu einem beliebten Ausflugsziel und 1944 erwarb der Staat Connecticut das Gebiet und errichtete einen State Park.

## Geschichte
Die englischen Siedler der Connecticut Colony nannten die Insel ursprünglich Thirty Mile Island, weil sie fälschlicherweise dachten, die Insel läge 30 mi nördlich der Mündung und so hieß auch die Siedlung Thirty Mile Island Plantation. Im Mai 1662 erwarben die Siedler das Land mit 390 km² von den Wangunk für 30 Mäntel. Die Indianer behielten sich jedoch ein Nutzungsrecht der Insel vor. Die Aufzeichnungen zeigen, dass die Wangunk 1672 einen weiteren Landverkauf tätigten und die übrigen Parzellen wurden zwischen 1765 und 1769 verkauft.
Gegen Ende des 18. Jahrhunderts war die Insel ein wichtiger Fischgrund am Connecticut River. Um 1819 wurde die Insel erfasst mit einer Fläche von 18 acre (7,3 ha) und man erwartete, dass sie sich vergrößerte, denn man errichtete ein Pier 90 rods nördlich der Insel, was tatsächlich die Versandung am Nordende der Insel förderte. Anfang des 21. Jahrhunderts umfasste die Insel laut Vermessung 14 Acre. Im 19. Jahrhundert nutzten zwei Fischereibetriebe die Insel und unterhielten Piers. Darüber hinaus wurde die Insel als Weide und zum Anbau von Mais genutzt. Im späten 19. Jahrhundert wurde das Gebiet wohl regelmäßig abgebaggert. Dann wurde die Insel zu einem beliebten Ausflugsziel und 1944 wurde sie schließlich zum State Park. Nach einer Legende soll Captain Kidd einen Schatz auf der Insel vergraben haben.

## Freizeitmöglichkeiten
Haddam Island State Park ist ein beliebter Rastplatz für viele Vogelarten. Auf der Insel wurden wissenschaftliche Vogelberingung und Untersuchungen durchgeführt. Ein Touristenführer empfahl Boot zu fahren und zu Angeln. Nachteilig ist, dass die Nordseite der Insel sehr empfindlich ist und nicht angelaufen werden kann. Zudem gibt es auf der Insel große Mengen Giftefeu. Der nächstgelegene Zugang ist der Bootsanleger des Haddam Meadows State Park, wo auch Toiletten und Parkplätze vorhanden sind.